# Homeovestizam
Homeovestizam je izraz kojim se opisuje sklonost neke osobe prema odjeći primjerenu vlastitom rodu, bilo kroz seksualno uzbuđenje koje ta odjeća izaziva, bilo kroz njeno nošenje. Izraz se prvenstveno koristi u stručnoj literaturi kao suprotnost transvestitskom fetišizmu.